# 말라얀둥근잎코박쥐
말라얀둥근잎코박쥐(Hipposideros nequam)는 잎코박쥐과에 속하는 박쥐의 일종이다. 말레이시아에서만 발견된다. 정보부족종으로 분류하고 있다.